# Geroldsgrüner Forst
Geroldsgrüner Forst är ett kommunfritt område i Landkreis Hof i Regierungsbezirk Oberfranken i förbundslandet Bayern i Tyskland.